# إريك يندلي
إريك يندلي (بالإنجليزية: Eric Lindley)‏ هو مغني وفنان أمريكي، ولد في 10 ديسمبر 1982.

## وصلات خارجية
- الموقع الرسمي
- إريك يندلي على موقع IMDb (الإنجليزية)